# Бронзова медаль

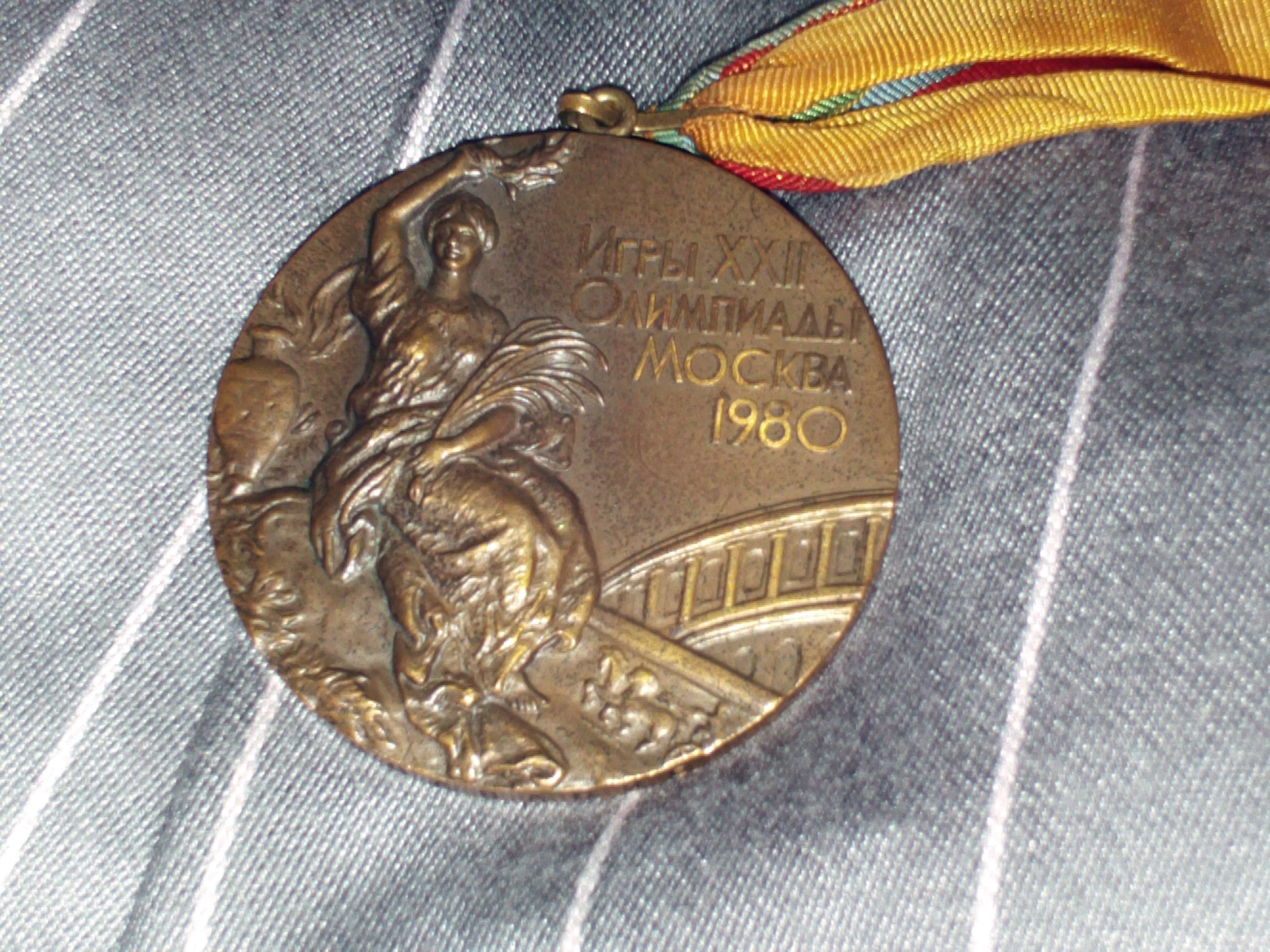
Бронзова медаль літніх Олімпійських ігор 1980 року.

Бронзова медаль — медаль, виготовлена з бронзи. Її присуджують учасникам, що посіли 3 місце у будь-яких змаганнях, конкурсах, тощо. Учасників, що посіли 1 і 2 місця, нагороджують золотою та срібною медаллю відповідно. Практикувати нагородження бронзовими медалями за третє місце почали на Літніх Олімпійських іграх 1904 року в Сент-Луїсі. До цього присуджувалися лише перші та другі місця.

## Олімпійські ігри
Традиція нагороджувати учасників, що посіли перші три призові місця, золотою, срібною та бронзовою медалями, походить від Літніх Олімпійських ігор 1904 року. Тоді було присуджено 96 золотих, 92 срібних та 92 бронзових медалі.
За карбування олімпійських медалей відповідальним є місто-організатор. Протягом 1928—1968 років дизайн олімпійських медалей не змінювався: на аверсі був зображений загальний дизайн флорентійського художника Джузеппе Кассіолі та назва міста-організатора; на реверсі зображений інший загальний малюнок олімпійського чемпіона. У 1972—2000 роках дизайн Кассіолі (з незначними змінами) залишався на аверсі, а на реверсі розміщувався індивідуальний дизайн, створений містом-організатором. Через те, що Кассіолі зобразив римський амфітеатр на медалі для гри, що походила з Греції, для Олімпійських ігор в 2004 року було створено новий дизайн лицьової сторони.
У кількох турнірних видах спорту, таких як бокс, дзюдо, тхеквондо та боротьба, можуть присуджуватися дві бронзові медалі — по одній для кожного півфіналіста, що вибув, або для переможців у повторних турах.

## Військова справа
Деякі держави нагороджують бронзовими медалями за заслуги перед країною. Прикладами таких нагород є:
- Британська воєнна медаль
- Почесний знак «За заслуги перед Австрійською Республікою»
- Медаль «За військову доблесть» (Італія)
- Столітня медаль

## Наука
Бронзовими медалями також нагороджуються видатні науковці різних країн світу:
- Бронзова медаль Національного центру наукових досліджень
- Медаль Фарадея
- Медаль Гельмгольца